# 千葉バイパス
千葉バイパス（ちばバイパス）は、千葉県千葉市稲毛区天台町から千葉市中央区村田町へ至る延長13.5kmの国道16号のバイパスである。全区間が京葉道路に沿って作られている。

## 沿革
- 1973年（昭和48年）10月14日 - 千葉市稲毛区天台町（穴川IC） ～ 千葉市若葉区殿台町（みつわ台大通り交点）1.3km 下り線供用[1]
- 1979年（昭和54年）3月8日 - 千葉市中央区都町（国道51号交点、貝塚交差点） ～ 千葉市中央区星久喜町（千葉東IC）1.8km供用[1]
- 1979年（昭和54年）11月21日 - 京葉道路・旧千葉南IC ～ 千葉市中央区浜野町（県道千葉茂原線交点、古市場交差点）0.4km供用[1]
- 1980年（昭和55年）3月15日 - 千葉市稲毛区天台町（穴川IC） ～ 千葉市若葉区殿台町（みつわ台大通り交点）1.3km 上り線供用[1]
- 1980年（昭和55年）10月1日 - 千葉市若葉区貝塚町（貝塚IC） ～ 千葉市中央区都町（国道51号交点、貝塚交差点）0.8km供用[1]
- 1983年（昭和58年）4月5日 - 千葉市若葉区高品町 ～ 千葉市若葉区貝塚町（貝塚IC）0.3km供用[1]
- 1984年（昭和59年）4月5日 - 千葉市中央区星久喜町（千葉東IC） ～ 千葉市中央区松ヶ丘町（松ヶ丘IC）1.3km供用[1]
- 1984年（昭和59年）8月10日 - 千葉市中央区浜野町（県道千葉茂原線交点、古市場交差点） ～ 千葉市中央区村田町（国道16号交点、村田町交差点）1.3km供用[1]
- 1987年（昭和62年）3月31日 - 千葉市中央区蘇我4丁目 ～ 京葉道路・旧千葉南IC　1.2km供用[2]。
- 1987年（昭和62年）4月9日 - 千葉市若葉区殿台町（みつわ台大通り交点） ～ 千葉市若葉区高品町 1.6km供用[1]
- 1994年（平成6年）6月20日 - 京葉道路の一部区間を国道16号千葉バイパスへ0.7km編入
- 2001年（平成13年）7月17日 - 千葉市中央区松ヶ丘町（松ヶ丘IC） ～ 千葉市中央区蘇我4丁目（蘇我IC）2.8km供用、全線開通[3]。

### 路線データ
- 起点 千葉県千葉市稲毛区天台町（穴川IC）
- 終点 千葉県千葉市村田町（村田町交差点）
- 全長 13.5km
- 開通 2001年（平成13年）7月17日[3]

## 地理

### 通過する自治体
- 千葉県
  - 千葉市（稲毛区、若葉区、中央区）

### 交差する主な道路
- 京葉道路穴川IC - 千葉市稲毛区天台町
- 国道126号 - 同市稲毛区天台町（穴川インター交差点）
- 京葉道路穴川中IC - 同葉市稲毛区萩台町
- 京葉道路穴川東IC - 同市若葉区殿台町
- 京葉道路貝塚IC - 同市若葉区貝塚町
- 国道51号 - 同市若葉区
- 国道126号 - 同市若葉区加曽利町
- 千葉東金道路千葉東IC - 同市中央区星久喜町
- 京葉道路松ヶ丘IC - 同市中央区松ヶ丘町
- 千葉県道20号千葉大網線 - 同市中央区松ヶ丘町（大網街道交差点）
- 京葉道路蘇我IC - 同市中央区蘇我町
- 千葉県道66号浜野四街道長沼線 - 同市中央区浜野町（生実交差点）
- 千葉県道14号千葉茂原線 - 同市中央区浜野町（古市場交差点）
- 千葉県道24号千葉鴨川線 - 同市中央区村田町（浜野駅西側交差点）
- 国道357号 - 同市中央区村田町（村田町交差点）